# Tiúnter
Tiúnter - Тюнтер (rus) - és un poble de la República del Tatarstan, a Rússia. El 2010 tenia 591 habitants. Pertany al districte (raion) de Baltassí.